# Concorezzo
Concorezzo – miejscowość i gmina we Włoszech, w regionie Lombardia, w prowincji Monza i Brianza.
Według danych na rok 2004 gminę zamieszkiwało 13 666 osób, 1708,2 os./km².